# فيدا دوديتش
فيدا دوديتش (ولد في 1 شباط / فبراير 1983) هو لاعب كرة قدم بوسني يلعب كمهاجم مع نادي ترافنيك.

## روابط خارجية
- فيدا دوديتش على موقع قاعدة بيانات كرة القدم.إي يو (الإنجليزية)
- فيدا دوديتش على موقع Soccerway.com (الإنجليزية)
- فيدا دوديتش على موقع عالم كرة القدم.نت (الإنجليزية)